# Lex Cornelia de iniuriis
La lex Cornelia de iniuriis fu una legge del dittatore Silla, rogata e poi approvata insieme con le altre leggi criminali: istituì la quaestio in materia di crimen iniuriae, uno dei delitti in origine privato, e successivamente, nel periodo del Principato, attratti nella sfera pubblicistica.

## Descrizione
La Lex Cornelia de iniuriis istituì una quaestio (quaestiònes perpètuae) per alcune particolari ipotesi di iniuriae qualificate, quali percosse, frustate, violazione di domicilio, attentati alla libertà personale; come conseguenza il colpevole era tenuto al risarcimento pecuniario, a titolo di pena, nei confronti della persona lesa; un successivo senatus consùltum ampliò la previsione, ricomprendendovi la redazione e la diffusione di scritti diffamatori e prevedendo la pena accessoria dell’intestabìlitas, ovvero incapacità di testimoniare e di fare testamento.
In seguito si previde che, a prescindere dal dettato della Lex Cornelia, alcuni tipi di iniuriae, quali offese al pudore di donne e fanciulli, offese arrecate a persone di alto lignaggio, vilipendio, lesioni personali, violazione di domicilio, getto di letame o rifiuti, fossero puniti con pene corporali, consistenti, a seconda della gravità dei casi, nella fustigazione, nella deportàtio in ìnsulam (pena che consisteva nel soggiorno coatto temporaneo o perpetuo in una località isolata e comportava, oltre alla perdita dello status civitàtis, la confisca dei beni, totale o parziale), nella damnàtio in òpus publicum (una delle pene previste per numerosi delitti di minore gravità che prevedeva la condanna a lavori forzati da espiare presso opere di pubblico interesse) e persino nella pena di morte.
La legge non istituì una quaestio con un pretore speciale: è in dubbio se la presidenza spettasse al praetor urbànus che esercitava la giurisdizione nelle controversie tra cittadini romani o  al quaesitor inter sicarios. Non potevano sedere giudici e i parenti dell'attore (“gener, socer, vitricus privignus, propiusve eorum quem ... quive eorum eius parentisve cuius eorum patronus erit”).